# Otto von Bismarck (Musiker)

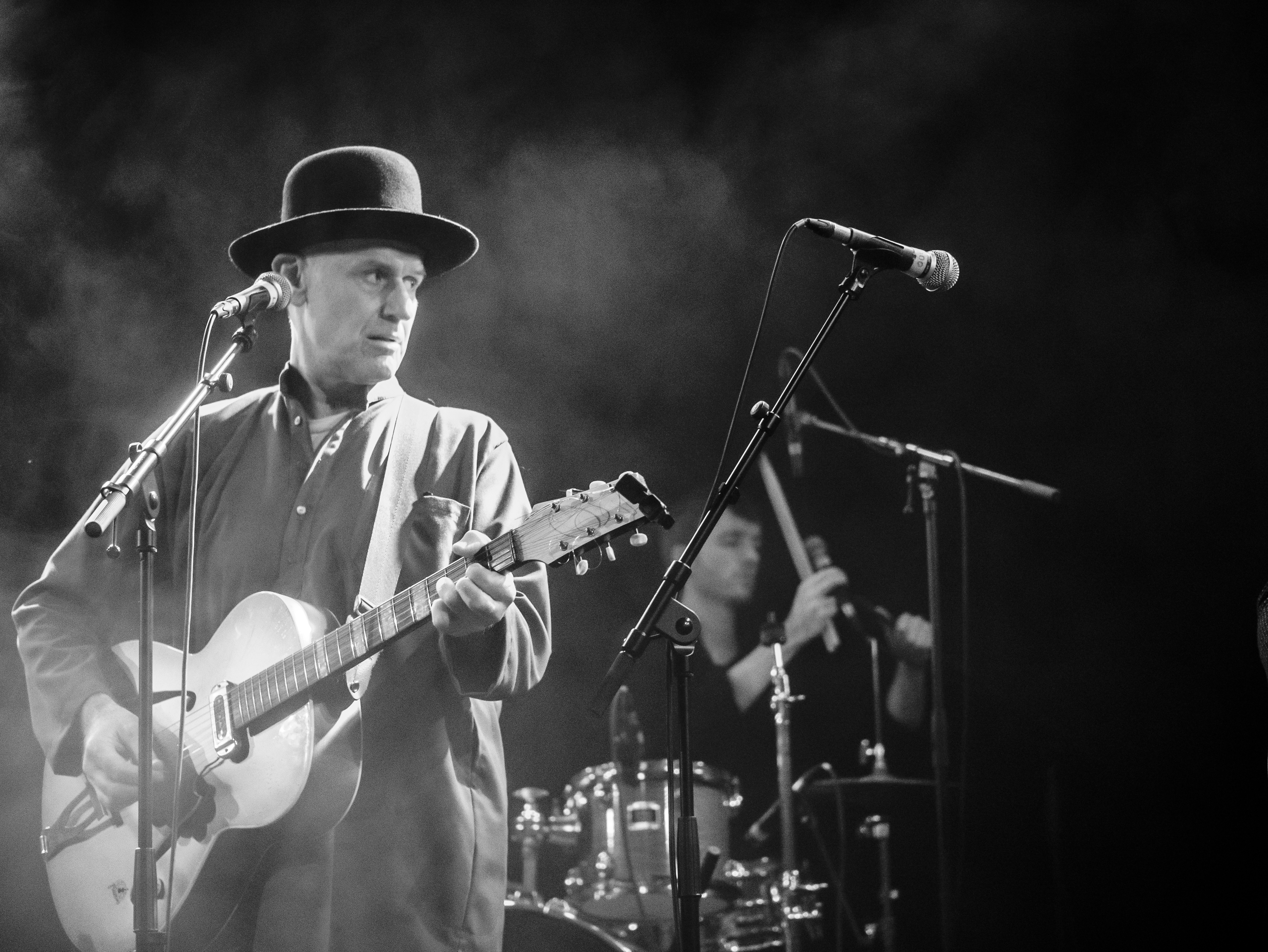
Otto von Bismarck im Lido, Berlin 16. Januar 2019

Otto von Bismarck (* 1959 als Ottmar Seum in Alsfeld) ist ein deutscher Sänger und Songwriter.

## Leben
Ottmar Seum brach mit 16 die Schule ab, um mit Hans Riffer, Rainer Theobald, Harald Gnade und Dieter Steinmann die Band Grabhund zu gründen. 1981 erschien ihre erste LP Grabhund ABC bei Zweitausendeins in Frankfurt am Main. 
1983 gründete Seum das Kollektiv Forbach S.A. mit Hans Dieter Richardt und Faldon B. Wald, Robert Janitz, Hans-Jürgen Roth, Enno Maus u. a. , das Musique concrète, Fluxus und Punk spielte. Im gleichen Jahr zog er nach Berlin. Gemeinsam mit Borries von dem Bussche, Drummer bei Zatopek und Mekanik Destrüktiw Komandöh, entstanden verschiedene Video- und Sound-Arbeiten. 1984 gründeten sie zusammen mit Caspar Brötzmann The Bonkers und tourten durch Europa.
1985 formierten sich die Space Cowboys mit Alfred Mommertz, Borries von dem Bussche und Seum – alias Apollo Jones, Bishop and Legion Mars – und The Chip Rainer Matthias im Umfeld des Fischbüros. Beim Berlin Atonal Festival von Dimitri Hegemann sprangen sie für die britischen Test Departement ein. Kurz darauf nahmen sie ihre erste EP Without You auf. Sänger und Frontmann Mommertz verließ die Band aus privaten Gründen, Seum übernahm als Frontmann und nannte sich von nun an Otto von Bismarck. Mit den Kostümen der neu hinzugekommenen Danielle de Picciotto und dem halsbrecherischen Stage Diving des Mike Vamp avancierten sie zu einer der besten deutschen Livebands.
Sie unterschrieben bei Rough Trade Records/Our Choice. Mit den nächsten drei Platten (Maxi Too high; CD/LP Locked n Loaded, Single-Auskopplung You got me goin’), produziert von David Harrow, erreichten sie ein internationales Publikum. Daraufhin folgte eine Tour durch die Niederlande und Konzertreisen im In- und Ausland. 1993 wechselten sie zum U.S.S.R.-Label von K. P. Schleinitz, dem Manager der Band Alphaville. Die EP Terrorist, produziert von Danny Saber und Jamie Rose, erschien 1994. 1995 löste sich die Band auf. 
Bismarck begann 1998 solo aufzutreten, schrieb für Marian Golds Soloalbum den Song Soulman und arbeitete u. a. mit Yoyo Röhm, Bruno Adams, Jamie Klimek, Kristof Hahn, Ben Becker, Bobo, Martin Dean, Alexander Hacke und Meret Becker zusammen. 2000 spielte er erneut mit Caspar Brötzmann; es entstand das Album Mute Massacre. 
2002 traf Bismarck Yelka Wehmeier, Daniel Nentwig und Sebastian Maschat. Sie gründeten Two Chix and a Beer und spielten Konzerte in England und Deutschland und veröffentlichten zahlreiche Alben. Der Song The Easiest Rider wurde 2007 von Alexander Scheer im Film Das wilde Leben interpretiert. Als letztes Album erschien 2010 Friends of Dolores bei Butterama, bevor die Bandmitglieder 2013 getrennte Wege gingen.
2017 begann Bismarck mit Daniel Nentwig in dessen Butterama-Studio die Arbeit am ersten Soloalbum „Zu viele Erinnerungen“. Er spielte mit Robert Kretzschmar (Schlagzeug) und Daniel Nentwig (Bass, Gesang) Konzerte in Bayreuth, Jena und Berlin. Das Album erschien am 2. September 2022 beim Staatsakt-Label.

## Diskografie
- Grabhund – Ein Stuhl ist ein Stuhl (1981), 7″, Gulp
- Grabhund – Grabhund ABC (1981), LP, Portobello, Zweitausendeins
- Space Cowboys – Without You (1988), 12″, Interfisch Records
- Space Cowboys – Satisfaction(1989), The Ghost of Brian, Black Fantasy
- Space Cowboys – Home on the Range (1990), LP/CD, Vielklang
- Space Cowboys – 2 Hi (1990), 12″, Roughmix
- Space Cowboys – You Got Me Goin’ (1992), CD/Maxi, Our Choice
- Space Cowboys – Locked N Loaded (1992), LP/CD, Our Choice
- Space Cowboys – Initiated (1992), Music For The 90’s – Volume 4, Roughtrade
- Space Cowboys – Ace Of Space (1992), Various – Nur Mut!, Roughtrade
- Space Cowboys – Terrorist (1994), 12″, U.S.S.R
- Marian Gold – United (1996), CD/Album, Navigator Music Ltd.
- Caspar Brötzmann – Mute Massaker (1999), Doppel-LP, Our Choice
- Two Chix & A Beer – Two Chix & A Beer (2003), CD/Album, Butterama
- Two Chix & A Beer – Everybody Should Be Happy (2004), CD/Album, Butterama
- Two Chix & A Beer – Disco Boots (2006), CD/Album, Butterama
- Stoneage Kid – Into Depravity(2016), Vinyl/EP, Smile For A While
- Two Chix & A Beer – Can’t Go Home Again (2006), CD, Butterama
- Two Chix & A Beer – Friends Of Dolores (2010), LP/CD, Butterama
- Otto von Bismarck & Two Chix & A Beer – Five Easy Pieces (2017), MP3 Album, MW
- Otto von Bismarck – Weihnachten in Neukölln (2018), EP digital, Smile For A While
- Otto von Bismarck – Zu viele Erinnerungen (2022), Album, Staatsakt